# 桑尼科拉
桑尼科拉（義大利語：Sannicola），是意大利莱切省的一个市镇。总面积27平方公里，人口5959人，人口密度220.7人/平方公里（2009年）。ISTAT代码为075070。